# 雷代爾 (阿肯色州)
雷代爾（英語：Reydell）是位於美國阿肯色州傑佛遜縣的一個非建制地區。該地的面積和人口皆未知。

## 地理
雷代爾的座標為34°09′26″N 91°34′03″W / 34.15722°N 91.56750°W，而該地的平均海拔高度為55米（即180英尺）。